# Michael Moore
Pour les articles homonymes, voir Michael Moore (homonymie) et Moore.
Michael Moore, né le 23 avril 1954 à Flint dans le Michigan (États-Unis), est un écrivain et un réalisateur américain de documentaires engagés.

## Jeunesse et engagement politique
Né à Davison, banlieue de Flint (Michigan), fils d'une secrétaire et d'un ouvrier employés dans l'usine General Motors basée à Flint (Michigan), neveu d'un des fondateurs du Syndicat des travailleurs de l'automobile (UAW), Michael Moore grandit dans un milieu col bleu typique du Midwest.
À dix-huit ans, il est élu au conseil d'administration de son école (Davison High School), où il devient l'un des plus jeunes Américains à accéder à une fonction publique. Il se fait le porte-parole des étudiants.
Abandonnant ses études de journalisme sur le campus régional de Flint de l'université du Michigan, il fonde à vingt-deux ans le Flint Voice (« La Voix de Flint »), un journal alternatif qu'il dirige pendant dix ans.
Ses premiers engagements politiques se placent à l'extrême gauche dans l'échiquier politique américain. Il apporte son soutien au gouvernement sandiniste de Daniel Ortega contre l'attaque américaine au Nicaragua et dénonce l'embargo contre Cuba. Dans les années 1980, il travaille pour le magazine Mother Jones avant de se faire licencier (les motifs du licenciement demeurent controversés).

### Débuts dans le cinéma
En 1979, il est crédité comme "assistant director" au tout début du générique du film The Electric Horseman de Sydney Pollack.
En 1989, il vend tous ses biens et parvient à réaliser son premier film qui le consacrera, Roger et moi, dans lequel il dénonce l'application des mesures de restructuration décidées par Roger Smith, président de General Motors, qui conduisent à la fermeture des usines automobiles de Flint (30 000 licenciés dans une agglomération de 150 000 habitants). C'est à l'époque le plus gros succès commercial jamais connu pour un documentaire[réf. nécessaire].
En 1995, il réalise Canadian Bacon (« Lard canadien »), film satirique se déroulant aux États-Unis juste après la Guerre froide, et mettant en scène le gouvernement américain tentant de monter les Américains contre les Canadiens pour relancer l'économie. Le film dénonce notamment la mentalité américaine vis-à-vis du port d'arme, ainsi que l'utilisation de la peur à travers les médias - deux idées qui seront reprises de manière plus approfondie dans Bowling for Columbine.
En 1999, il sort The Big One (« Le Grand ») où il traite de l'appauvrissement de certaines tranches de la population aux États-Unis et des pratiques douteuses de certaines multinationales comme Nike.

#### The Awful Truth
En 1999, il crée, produit et présente l'émission The Awful Truth (en) (« L'affreuse vérité ») dans laquelle il aborde des sujets graves avec humour. Lors de son premier rendez-vous mensuel, il dénonce le système des mutuelles de santé américaines (HMO) avides de profits — HMO d'où le jeu de mots de l'auteur : Hand the Money Over c'est-à-dire « Rendez l'argent ! » en invitant une compagnie à l'enterrement d'un de ses clients pour lequel elle refuse de payer la transplantation d'un pancréas. La compagnie mise en cause décide de couvrir toutes les greffes de pancréas après le passage de Michael dans ses bureaux [réf. nécessaire]… Il aborde également la récurrence des meurtres de personnes de couleur par les policiers, le gouffre qui sépare les classes sociales et le manque de visibilité des PDG par la population locale.
L'émission connaît un vif succès durant ses deux ans d'existence à la fois aux États-Unis, mais aussi au Royaume-Uni où elle est diffusée sur Channel 4.

#### Campagnes

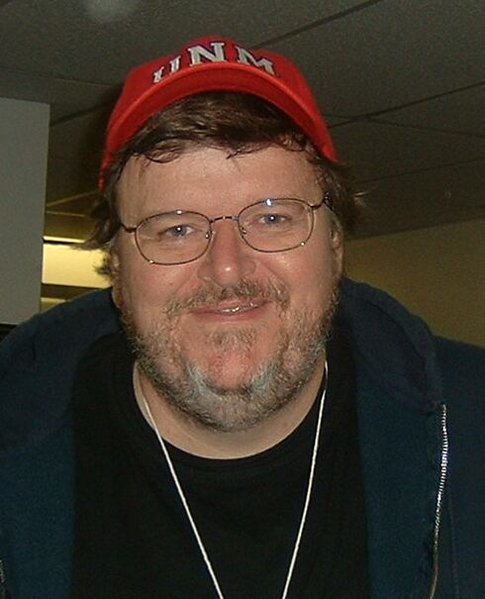
Michael Moore en 2004.

En 2000, il fait campagne à l'élection présidentielle pour le candidat écologiste Ralph Nader, et critique ouvertement tant le candidat démocrate Al Gore que le républicain George W. Bush. Durant les quatre années qui suivent, il est l'inlassable critique de l'administration de George W. Bush.
Michael Moore est en première ligne contre la guerre d'Afghanistan à la fin de l'année 2001 puis en 2003 contre l'« intervention militaire » des États-Unis en Irak.

Il fait de l'élection présidentielle de 2004 la « mère de toutes les batailles » contre George W. Bush et soutient dans un premier temps le général Wesley Clark lors des primaires démocrates. Entouré de gardes du corps, il participe à la convention républicaine sur les bancs de la presse en septembre 2004. Son site Internet resta muet pendant trois jours après la réélection de George W. Bush le 2 novembre 2004 avant de se reprendre et de déclarer que l'avenir appartenait aux démocrates et à la gauche, car la jeunesse avait voté majoritairement pour John Kerry, l'adversaire démocrate de Bush.

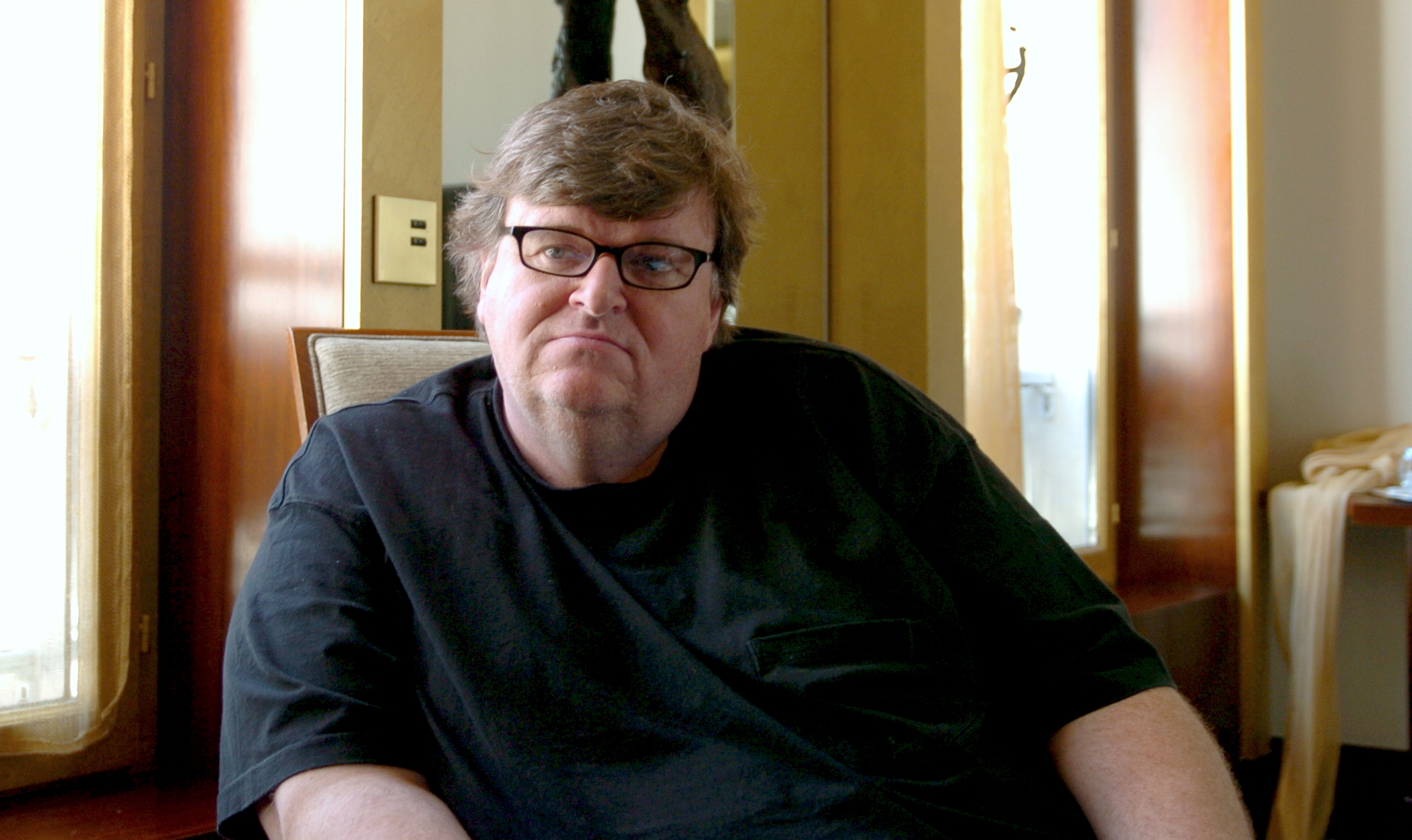
Michael Moore, le 27 août 2007 à Paris.

En 2007, lors de la réalisation de son documentaire, SiCKO, consacré à l'assurance maladie aux États-Unis, il est accusé par le département américain du trésor d'avoir violé l'embargo des États-Unis contre Cuba. Il voit alors, derrière l'enquête dont il fait l'objet de la part des autorités américaines, des motivations politiques qu'il impute à George W. Bush, alors que le cinéaste entendait démontrer que le système de santé de Cuba était meilleur et plus performant que celui des États-Unis.
Lors de l'élection présidentielle américaine de 2008, il soutient Barack Obama, candidat du Parti démocrate.
Lors de l'élection présidentielle américaine de 2016, il soutient Bernie Sanders aux primaires démocrate, avant de se rallier à Hillary Clinton, candidate du Parti démocrate. Après la victoire de Donald Trump et avant la désignation officielle de ce dernier par le collège des grands électeurs, il s'engage à payer les amendes de ces derniers s'ils refusaient finalement de choisir le candidat républicain.
Le 19 octobre 2016, Michael Moore sort le film Michael Moore in TrumpLand, film d'un stand-up joué en Ohio en faveur d'Hillary Clinton pour la campagne présidentielle et afin d'essayer d'expliquer la colère des supporteurs de Donald Trump,,. Le film sera détourné par ce dernier, qui n'en reprend qu'un court extrait sur son compte Twitter, dans lequel le réalisateur décrit Trump comme « une bombe pour exploser le système », essayant de faire croire qu'il est en sa faveur. Dès septembre 2016, de retour du Royaume-Uni, qui a voté en faveur du Brexit, il publie une tribune intitulée « 5 reasons why Trump will win », avec comme titres de paragraphes « Les maths du Midwest, ou bienvenue à notre Brexit de la Rust Belt », « Le dernier combat de l'homme blanc en colère », « Le problème Hillary», « Le "vote déprimé" des partisans de Sanders » et « L'effet Jesse Ventura ». Il y explique notamment que les sondages en Floride sont bien moins pertinents que l'étude des résultats des primaires dans la Rust Belt, composée de quatre États (Ohio, Wisconsin, Michigan, Pennsylvanie) frappés par la désindustrialisation, traditionnellement démocrates, mais ayant élu un gouverneur républicain aux élections de mi-mandat en 2010. Michael Moore a été la seule figure médiatique avec Allan Lichtman à avoir prédit la victoire de Trump à l'élection.
En janvier 2025, Michael Moore apporte son soutien au film "From Ground Zero", produit par des palestiniens, en lien avec la guerre dans le territoire de Gaza.

## Consécration au cinéma

### Bowling for Columbine

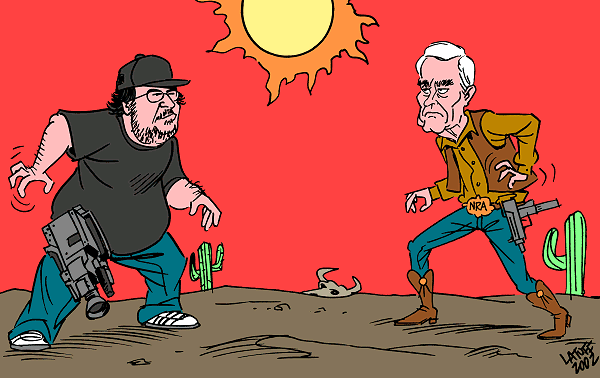
Caricature de Michael Moore combattant Charlton Heston, membre honoraire à vie de la NRA, dessin de Carlos Latuff

En 2002, Bowling for Columbine est un succès international (Prix du 55e Festival de Cannes).

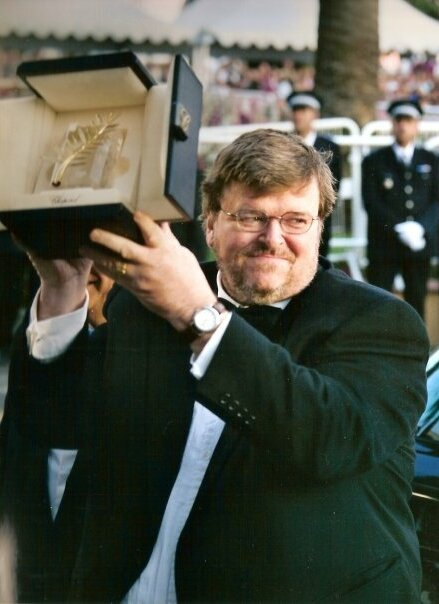
Palme d'or de Michael Moore pour Fahrenheit 9/11, 2004

Il remporte en 2003 l'Oscar du meilleur film documentaire et le César du meilleur film étranger. Le documentaire s'inspire d'un fait divers, le massacre, en 1999, de douze lycéens et d'un professeur par deux adolescents à la Columbine High School (voir massacre du lycée de Columbine). Moore s'interroge, dans le contexte de l'après 11 septembre 2001, sur la culture de la peur véhiculée par les médias et les politiciens, et sur l'industrie « meurtrière » de l'armement américain et de son pendant politique, la National Rifle Association.

### Fahrenheit 9/11
En 2004, il réalise le film Fahrenheit 9/11, un documentaire orienté, qualifié de brûlot par la presse, réalisé dans le but avoué  d'influer sur l'élection présidentielle de 2004. Il s'en prend notamment dans ce film à George W. Bush et à son administration, aux liaisons professionnelles liant la famille Bush à la famille saoudienne de ben Laden, et traite de l'action de la diplomatie américaine qui conduisit à la deuxième guerre d'Irak.
Ce film est produit par Miramax, une filiale autonome de Walt Disney Company dont le patron Harvey Weinstein, partisan du Parti démocrate, produit également Quentin Tarantino.
Disney refuse à sa filiale de diffuser son film aux États-Unis en pleine campagne électorale. Moore pointera du doigt le fait que Disney finance la campagne de George W. Bush à hauteur de 640 000 $.
C'est dans ce contexte que le film reçoit la Palme d'or au Festival de Cannes 2004, alors que le président du Festival, Quentin Tarantino, militant anti-Bush, est soupçonné de favoritisme du fait principalement de ses liens avec Miramax et du soutien personnel de Weinstein.
Dans son discours de remerciement, Michael Moore s'amuse du fait que son film a un distributeur en Albanie, mais pas aux États-Unis.
Après avoir reçu la Palme d'Or, Miramax obtient l'autorisation de sa maison mère pour distribuer le film qui est présenté dans plus de huit cents salles à travers les États-Unis. À ce jour, Fahrenheit 9/11 est le documentaire ayant généré le plus d'entrées lors du premier week-end de diffusion aux États-Unis.

### SICKO

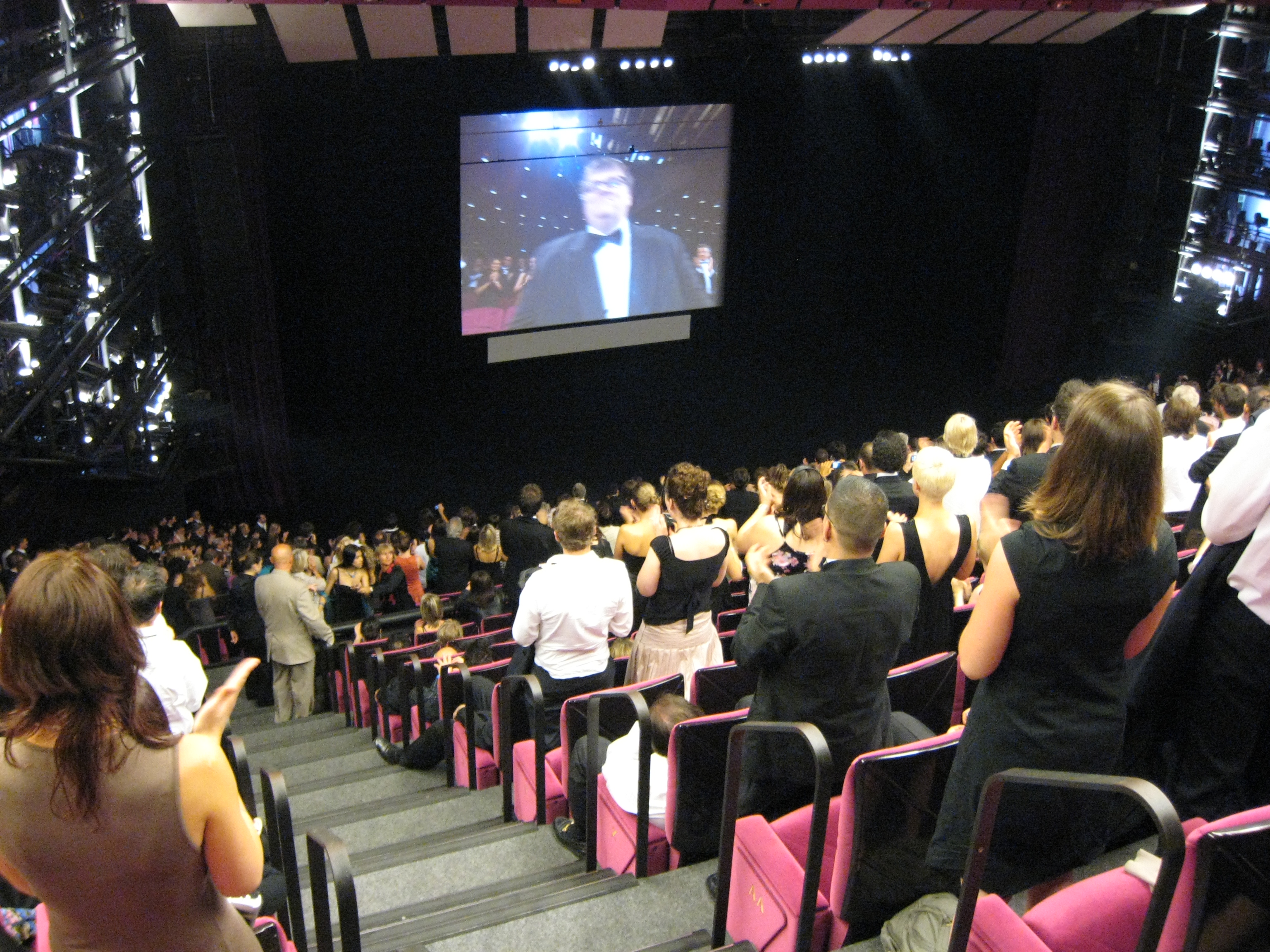
Au Festival de Cannes 2007

Sorti en 2007, SiCKO est un documentaire critiquant principalement le système de santé américain où 45 millions d'individus ne sont pas couverts par une assurance maladie et les autres ont parfois de grandes difficultés à se soigner en raison des réticences des compagnies d'assurances à payer les soins nécessaires.
En 2020, il produit le documentaire Planet of the Humans de Jeff Gibbs qui critique les énergies vertes,.

## Festival de Traverse City
En 2005, Michael Moore est cofondateur du Traverse City Film Festival à Traverse City au Michigan (États-Unis).

## Vie privée
Marié à Kathleen Glynn, il en divorce en 2014 après 22 ans de mariage.
Selon le site Celebritynetworth, la fortune de Michael Moore est estimée à 50 millions de dollars.

## Critiques
Le documentaire Manufacturing Dissent (en), réalisé par Debbie Melnyk et Rick Caine, met en exergue certains procédés utilisés par Moore dans la réalisation de ses films et qu'ils jugent contestables, comme l'utilisation d'un ami pour jouer le rôle d'un journaliste qui se fait voler sa voiture par un employé licencié dans Roger & Me. Les réalisateurs affirment ainsi que « d'un point de vue intellectuel, la démarche de Moore est tout à fait discutable », notamment dans sa manière de décontextualiser les propos de George W. Bush pour illustrer ses propos. Ces réalisateurs canadiens, parlant de trucage, démontent également la scène où le réalisateur ouvre un compte dans une banque et en repart avec un fusil. Les films de Michael Moore devraient être vus selon certains, comme des « documoqueurs », c'est-à-dire des brûlots subjectifs à l'humour mordant. Debbie Melnyk et Rick Caine souhaitaient au départ faire un film à la gloire de Michael Moore mais devant les falsifications des faits, les fausses déclarations, les exagérations dans plusieurs films de Moore, ils déclarent avoir fini très déçus et désabusés.
En 2004 déjà, le documentaire FahrenHYPE 9/11 mettait en doute un certain nombre de pratiques de Moore utilisées dans Fahrenheit 9/11. Voir aussi Controverses autour du film Fahrenheit 9/11 (en).
Christopher Hitchens dénonce également dans Slate les méthodes et les « mensonges » de Michael Moore. Il lui reproche de trahir son métier de réalisateur de documentaires engagés en omettant absolument tous les éléments qui ne soutiennent pas son argumentation et en ajoutant n'importe quel fait, peu importe la qualité tant que cela va dans son sens, même si ces faits se contredisent entre eux. À propos de Fahrenheit 11/9, Hitchens déclare que le film est tellement « bidon » que vérifier les faits n'a pas d'importance.
Michael Moore Hates America (en) est un film documentaire réalisé par Michael Wilson qui critique le travail de Michael Moore,,. David T. Hardy y estime que M. Moore appuie des candidats comme Ralph Nader, Jerry Brown et le général Wesley T. Clark, qui n'ont aucune chance de gagner, afin de renforcer son image d'outsider bedonnant plutôt que celle du riche cinéaste à succès qu'il est réellement. Selon lui, Moore souffre d'un trouble narcissique de la personnalité.
Le 24 mars 2021, au surlendemain de la fusillade de Boulder perpétrée par un immigré syrien, il publie le message suivant sur Twitter : « La vie d'Ahmad Al Aliwi Alissa montre que les gens peuvent venir du monde entier et vraiment s'assimiler à notre culture américaine bien-aimée ». Cela lui vaut de nombreuses critiques de la part de personnalités de droite (Ben Shapiro, Dave Rubin, Tim Pool (en), Rita Panahi (en), Eric Bolling (en), Mark Dice (en) etc.) ayant interprété son tweet non pas comme une critique ironique de la violence aux Etats-Unis, mais comme une forme de louange à l'égard du tireur.

## Filmographie

### Au cinéma
- 1989 : Roger et moi (Roger and Me)
- 1995 : Canadian Bacon
- 1997 : The Big One
- 2002 : Bowling for Columbine, prix du 55e Festival de Cannes
- 2004 : Fahrenheit 9/11, Palme d'or du 57e Festival de Cannes
- 2007 : Sicko, hors compétition durant le 60e Festival de Cannes
- 2008 : Slacker Uprising
- 2009 : Capitalism: A Love Story
- 2015 : Where to Invade Next
- 2016 : Michael Moore in TrumpLand
- 2018 : Fahrenheit 11/9
- 2020 : Planet of the Humans

### En vidéo
- The Awful Truth (en) : grâce à une équipe de correspondants, il poursuit sa mise au poteau des hommes d'affaires et autres politiciens qui selon lui se servent de la population à des fins démagogiques, économiques ou toute autre nuisance à la société.

### Clips
- Sleep Now in the Fire, du groupe Rage Against the Machine alterne des images d'une parodie de Qui veut gagner des millions ? où les questions porteraient sur la pauvreté dans le monde, et des images tournées sur le parvis de Wall Street, à New York, où le groupe donna un miniconcert, bravant une interdiction de la mairie. On peut voir à la fin du clip les membres du groupe ainsi que Michael Moore, être emmenés menottes aux poignets par les forces de l'ordre. Un texte dans le clip indique qu'à la suite de ce tournage, la bourse de Wall Street a dû fermer ses portes avant l'heure habituelle, ce qui n'était pas arrivé depuis le krach boursier du 24 octobre 1929 (le fameux jeudi noir).
- Testify, du groupe Rage Against The Machine, est utilisé à plein dans la campagne pour Ralph Nader. Al Gore et George W. Bush y sont un extra-terrestre mutant capable de se dédoubler. Des fragments de discours presque identiques cherchent à justifier cette mise en scène. Moore apparaît brièvement, en mettant de l'essence dans sa voiture.
- Boom!, du groupe System of a Down montre différentes manifestations contre la guerre en Irak à travers le monde ainsi qu'un dessin animé représentant George W. Bush, Tony Blair, Saddam Hussein et Oussama ben Laden chevauchant des obus bombardant l'Irak.
- All the Way to Reno (You're Gonna Be a Star), du groupe R.E.M.

## Publications
- Dégraissez-moi ça (Downsize This! Random Threats from an Unarmed American (en)), La Découverte, 1996.
- Mike contre-attaque ! (Stupid White Men and other Sorry Excuses for the State of the Nation), La Découverte, 2001.
- Tous aux abris ! (Dude, where's my country ?), La Découverte, 2004.

## Distinctions

### Roger and Me
- Festival international du film de Toronto 1989 1989 : prix du public
- National Board of Review Awards 1989 : meilleur film documentaire
- New York Film Critics Circle Awards 1989 : meilleur documentaire
- Berlinale 1990 : Peace Film Award - Honorable Mention pour Michael Moore
- International Documentary Association Awards 1990 : meilleur film documentaire

### Bowling for Columbine
- Festival de Cannes 2002 : Prix du 55e anniversaire
- Oscars 2003 : meilleur film documentaire
- César 2003 : meilleur film étranger

### Fahrenheit 9/11
- Festival de Cannes 2004 : Palme d'or (remise par Quentin Tarantino, président du jury)

### Sicko
- Writers Guild of America Awards 2008 : meilleur documentaire